# Club Brugge
Club Brugge KV is een Belgische voetbalclub, uitkomend in eerste klasse. Het is de succesvolste en naar aanhang populairste van de twee profclubs uit Brugge – de andere is Cercle Brugge. De club, die sinds 1959 onafgebroken in de hoogste afdeling speelt, is bij de Voetbalbond aangesloten met stamnummer 3, heeft blauw-zwart als kleuren en speelt in het stedelijk Jan Breydelstadion.
In België veroverde enkel RSC Anderlecht meer landstitels dan Club Brugge en won geen enkele club meer bekers en supercups. Tevens is Club Brugge tot nog toe de enige Belgische club die de finale van de Europacup I (later hernoemd en hervormd tot de Champions League) speelde.
De beloftes spelen onder de naam Club NXT in Eerste klasse B.

## Geschiedenis
In de 19e eeuw was er in Brugge, net zoals in andere grote steden in België, een aanzienlijke Engelse aanwezigheid. De aanwezigheid van Engelsen gaat ver terug in de tijd, maar vooral sinds de slag bij Waterloo spreekt men van een ware "Engelse kolonie" in Brugge. Naast oud-militairen kwamen zich ook lagere adel, oud-kolonialen en industriëlen vestigen in de stad. Velen onder hen verkozen Brugge als uitvalsbasis voor hun werk in de mechanisatie van de 19e-eeuwse linnenindustrie. Onder invloed van de Engelse aanwezigheid kwamen zowel de scholen van de katholieke Broeders Xaverianen als die van het neutrale Koninklijk Atheneum in contact met het voetbalspel. In 1890 sloegen oud-leerlingen van die scholen uiteindelijk de handen in elkaar en stichtten de eerste Brugse voetbalploeg: Brugsche Football Club. Een voetbalploeg leiden en tegelijk als speler fungeren was geen eenvoudige taak en op 13 november 1891 diende de vereniging opnieuw gesticht. Exact een jaar later werd een officieel bestuur geïnstalleerd. De club werd als pro-Vlaams opgericht, met als spreuk "mens sana in corpore sano". Nog voor de organisatie officieel erkend werd, verlieten in 1894 zestien leden de club en richtten Football Club Brugeois op. In de stad werd in 1895 ook nog de Vlaamsche Football Club de Bruges opgericht.

Het afgescheurde FC Brugeois bestond vooral uit rijke Franstaligen, terwijl Brugsche FC een club van de gewone man bleef. De leden van de eliteclub FC Brugeois hadden betere connecties in heel het land en de club sloot na oprichting ook onmiddellijk aan bij de UBSSA en nam deel aan de eerste Belgische nationale competitie in 1895/96. Als tenuekleuren koos men voor een lichtblauwe trui met een donkerblauwe schuine band van de linkerheup naar de rechterschouder. Pas in 1909 werd veranderd naar de blauw-zwarte kleuren. FC Brugeois kon een terrein afhuren, het 'Rattenplein', maar toch had de club het financieel moeilijk en de populariteit bleef beperkt. De club zakte snel weg en trok zich in 1896, na één jaar al, terug uit de bond. Brugsche FC daarentegen bleef lokaal spelen, hoofdzakelijk tegen andere ploegen uit de buurt of uit scholen in de stad. Brugsche bleef nederig, maar kon zo wel financieel het hoofd boven water houden en won aan aanhang bij het gewone volk. Uiteindelijk werd in 1897 FC Brugeois opgenomen in Brugsche Football Club, maar de fusieclub zou verdergaan onder de Franstalige naam FC Brugeois. De fusieclub kon zo steunen op de brede volkse aanhang van Brugsche en de connecties en ambitieuze aanpak van Brugeois. In 1902 werd nog Vlaamsche FC opgenomen in FC Brugeois. Vlaamsche FC had een aantal van zijn leden verloren aan CS Brugeois en was komen aankloppen bij FC Brugeois voor een fusie, die eerder een opslorping werd.
Na enkele tweede plaatsen in de ereafdeling bereikte de ploeg in het seizoen 1913/14 opnieuw een hoogtepunt met het behalen van hun eerste bekerfinale, die echter met 2-1 verloren werd van bekerhouder Union Saint-Gilloise. Ondertussen was de club in 1912 verhuisd naar het Albert Dyserynckstadion ("De Klokke").
In 1920 werd de club voor het eerst kampioen in de hoogste afdeling. De club kreeg in dat jaar de koninklijke titel en heette nu Royal FC Brugeois. Bij het invoeren van de stamnummers in 1926 kreeg FC Brugeois stamnummer 3 toegewezen. In 1930 liet voorzitter Albert Dyserynck het statuut van FC Brugeois omvormen tot vereniging zonder winstoogmerk.

Echter, na de goede periode tijdens de eerste twee decennia van de 20e eeuw, was ondertussen een tijd van lange, magere jaren voor de club aangebroken, met een eerste dieptepunt in 1928: degradatie naar tweede klasse. Vanaf dan ging de club gedurende vele jaren verschillende malen op en neer tussen eerste en tweede klasse.

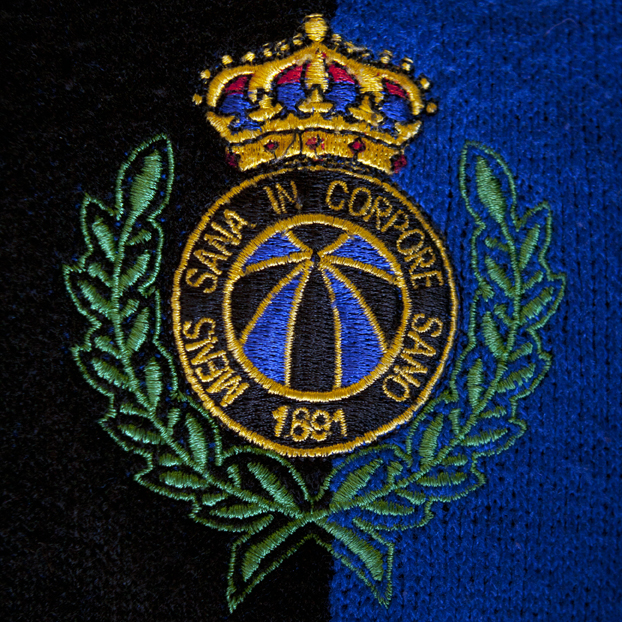
Een oud logo van Club Brugge, nog vaak gebruikt tot in de jaren 1970.

Club Brugge steeg in 1959 naar de Belgische eerste klasse. Dat was onder meer het werk van Fernand Goyvaerts en de Roemeense trainer Norberto Höfling. Echter, toen deze in 1962 met elkaar in conflict raakten, verhuisde Goyvaerts naar FC Barcelona. Hij bleef de enige Belg die bij de Catalaanse ploeg heeft gespeeld tot de transfer van Thomas Vermaelen in 2014.

In de tweede helft van de jaren 1960 en aan het begin van de jaren 1970 probeerde de club zich aan de Belgische top te werken met spelers zoals Fernand Boone, Johny Thio, Erwin Vandendaele, Raoul Lambert, de Zweed Kurt Axelsson en de Nederlanders Henk Houwaart en Rob Rensenbrink.
Dit resulteerde in vijf tweede plaatsen in zes jaar tijd en een eerste bekerwinst in 1968. In 1970 won de club de Beker opnieuw, na een 6-1-overwinning tegen Daring Brussel, de grootste winst ooit in een Belgische bekerfinale.
In 1972 werd de Vlaamse naam Club Brugge Koninklijke Voetbalvereniging aangenomen. In 1973 speelde Club Brugge na 53 jaar voor de tweede keer kampioen, na een 1-1-gelijkspel op het veld van aartsrivaal Anderlecht. In de jaren zeventig groeide de vereniging gestaag uit tot een Belgische topclub. Terwijl de Brugse burgemeester Michel Van Maele de club begin jaren zeventig nog moest redden van het failliet, kende de club in de tweede helft van dat decennium zijn grootste successen. In 1975 verhuisde Club van het Albert Dyserynckstadion naar het Olympiastadion (het huidige Jan Breydelstadion), dat eigendom was van de stad Brugge. Onder leiding van de Oostenrijkse succestrainer Ernst Happel bereikte Brugge in 1976 de finale van de Uefa-beker en twee jaar later speelde het als voorlopig enige Belgische club de finale van de Champions Cup (Europacup I). Beide Europese finales werden verloren van het Engelse Liverpool FC, de beste Europese ploeg van dat moment. Nog onder Happel veroverde Club van 1976 tot 1978 driemaal op rij de Belgische titel. Eind 1978 vertrok Happel bij Club na problemen met het bestuur.
De daarop volgende jaren verliepen voor Club Brugge een stuk moeilijker. De club behaalde in 1980 nog wel een nationale titel, maar zijn plaats aan de Europese top was het (definitief) kwijt. In 1982 ontsnapte Brugge zelfs nipt aan degradatie naar tweede klasse. Dat seizoen werden eerst de trainers Spitz Kohn en zijn opvolger Rik Coppens ontslagen, voor Raymond Mertens uiteindelijk de ploeg voor degradatie kon behoeden. In de tweede helft van de jaren tachtig kwam Club weer boven water. In 1986 won het de Belgische Beker tegen stadsgenoot Cercle, de eerste hoofdprijs in zes jaar.
In 1988 werd Club Brugge opnieuw kampioen en drong Blauw-Zwart door tot de halve finale van de Uefa-beker, waar het verloor van het Spaanse Espanyol. In 1992 scheerde Club opnieuw hoge toppen op de Europese scène. Na eerder Atlético Madrid te hebben uitgeschakeld, bereikte het opnieuw de halve finale van een Europees bekertoernooi, namelijk van de Beker voor Bekerwinnaars. Daar bleek het Duitse Werder Bremen te sterk voor de West-Vlaamse voetbalclub. Het daaropvolgende seizoen (1992/93) nam Brugge als eerste Belgische club deel aan de lucratieve Champions League.
In de tweede helft van de jaren negentig zou Club Brugge zijn plaats verliezen aan de Europese subtop, maar bleef het nationaal meespelen voor de prijzen. Net als de andere Belgische clubs voelde de voetbalvereniging sterk de gevolgen van het Bosmanarrest, waardoor de spelerslonen fors stegen en lucratieve transferinkomsten aanzienlijk verminderden. Bovendien puurde het maar weinig inkomsten uit de tv-pot, die de inkomsten van buitenlandse topclubs fors deed stijgen. Door de geringe Belgische markt, steeg het televisiegeld nauwelijks in België.
Daarbij kwam dat het bestuur van de club weinig oog had voor vernieuwing. De leiding van de club was eind de jaren negentig nog in handen van dezelfde mensen die in 1973 de club van het bankroet hadden gered. Vooral op commercieel vlak liep de club achterop in vergelijking met buitenlandse concurrenten.
Al deze factoren verklaren waarom Club Brugge tien jaar lang geen Champions League speelde.

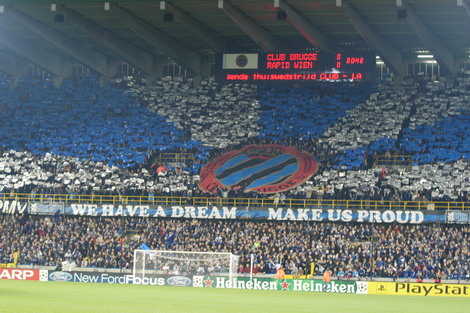
Tifo in de spionkop voor de wedstrijd Club Brugge-Rapid Wenen (Champions League 2005).

Pas in het begin van de 21e eeuw kon de West-Vlaamse club zich opnieuw kwalificeren voor de poules van het prestigieuze kampioenenbal, namelijk in de seizoenen 2002/03, 2003/04 en 2005/06. Tijdens de eerste helft van de jaren 2000 was de eigenzinnige Noor Trond Sollied trainer van Club Brugge. Onder zijn bewind werd de club ook twee keer landskampioen en won het twee keer zowel de Beker als de Supercup. Intussen had voormalig bondsvoorzitter Michel D'Hooghe de overleden Michel Van Maele opgevolgd als voorzitter en sterke man van de club. Onder zijn impuls werd Club danig geprofessionaliseerd en werd ter vervanging van Antoine Vanhove oud-speler Marc Degryse aangetrokken als sportleider (sportief directeur). Op het einde van het seizoen 2004/05 stapte Sollied na vijf jaar dienst op en werd vervangen door clubmonument Jan Ceulemans. Ook oud-spelers Franky Van der Elst, René Verheyen en Dany Verlinden maakten deel uit van de trainersstaf. Ceulemans zou snel breken met de speelstijl van Sollied. De nieuwe technische staf streefde naar kortere combinaties en meer technisch vernuft, daarin voluit gesteund door sportleider Degryse. Club Brugge brak hiermee in grote mate met de typische speelstijl die het doorheen de jaren vaak hanteerde.
De tweede helft van de jaren 2000 verliep echter heel wat minder vlot. Na tegenvallende resultaten tijdens het seizoen 2005/06 werden zowel hoofdtrainer Ceulemans als assistent-trainer Verheyen ontslagen, wat meteen het eerste trainersontslag bij Club Brugge in 26 jaar betekende. De Brusselaar Emilio Ferrera werd aangesteld als nieuwe hoofdtrainer.
In het seizoen 2006/07 bleven de resultaten wederom beneden de verwachtingen, met het ontslag nemen van sportleider Marc Degryse als gevolg. Ook hoofdtrainer Ferrera en de assistent-trainer Van der Elst werden ontslagen. Luc Devroe werd de opvolger van Degryse, Čedomir Janevski tijdelijk die van Ferrera. Op 26 mei 2007 won Club Brugge zijn 10e Beker van België na een 1-0-overwinning tegen Standard Luik en sloot op die manier een tumultueus seizoen alsnog met een positieve noot af.
Aan het begin van het seizoen 2007/08 werd Jacky Mathijssen aangesteld als hoofdtrainer. Gedurende de twee seizoenen die volgden, kon Club de vooropgestelde doelen opnieuw niet waarmaken, waardoor voor het daaropvolgende seizoen andermaal voor een nieuwe trainer werd gekozen, de Nederlander Adrie Koster.
Op het einde van het seizoen 2008/09 gaf Michel D'Hooghe zijn taak van clubvoorzitter door aan Pol Jonckheere.
In het voorjaar van 2010 verliet algemeen manager Filips Dhondt de club en werd beslist deze functie niet meer in te vullen. Voortaan werd collectief bestuurd door een managementcomité dat bestond uit 8 leden en wekelijks vergaderde. De beslissingen van het managementcomité werden voorgelegd aan de Raad van Bestuur voor goedkeuring.
Nog geen jaar later volgden enkele nog ingrijpender veranderingen in het bestuur van Club Brugge. De dagelijkse werking en de feitelijke initiatieven werden de taak van het Management, terwijl de Raad van Bestuur een meer waarnemende functie kreeg toegeschoven. Dit betekende min of meer een ommekeer in de manier van werken. Bart Verhaeghe, die werd verkozen tot afgevaardigd bestuurder, kreeg de uitvoering van het nieuwe organigram toevertrouwd. Vincent Mannaert werd aangesteld als algemeen manager. Ten slotte nam op 1 februari Pol Jonckheere ontslag als voorzitter en werd opgevolgd door Bart Verhaeghe.

Nadat Adrie Koster met Club Brugge rond eind oktober 2011 enkele doelstellingen niet gehaald bleek te hebben, kreeg hij zijn ontslag en werd uiteindelijk opgevolgd door de Duitser Christoph Daum. Onder Daum werd Club Brugge tweede in de Jupiler Pro League, het beste competitieresultaat in 7 jaar. Daum zette aan het eind van het seizoen echter de samenwerking stop. Georges Leekens werd aangeduid om Christoph Daum op te volgen. Op 4 november 2012 werden Leekens en zijn assistent Rudi Verkempinck ontslagen. Tijdelijk werd beloftencoach Philippe Clement als hoofdcoach aangesteld. Op 15 november werd Juan Carlos Garrido als nieuwe coach van Club Brugge voorgesteld. Garrido werd op zijn beurt ontslagen op 19 september 2013 door onder meer het tegenvallend spelpeil en de vroege Europese uitschakeling. Michel Preud'homme volgde Garrido op.
Ook het laatste seizoen vóór de komst van Preud'homme en de twee erna deed Club Brugge tot één speeldag van het einde mee voor de titel, maar greep telkens naast de eindoverwinning. In het seizoen 2014/15, het tweede onder Preud'homme, slaagde Club Brugge erin zijn eerste prijs in acht jaar veroveren: de Beker van België, na een 2-1-overwinning tegen rivaal RSC Anderlecht. Ook Europees stootte Club ver door: tot de kwartfinale van de Europa League, waarbij het 15 matchen op rij niet verloor, een Belgisch record.
In het seizoen 2015/16 behaalde Club Brugge zijn veertiende landstitel - de eerste in 11 jaar - na een 4-0-overwinning tegen rivaal RSC Anderlecht. Na het seizoen 2016/17 kondigde Preud'homme zijn afscheid aan bij Club Brugge. Ivan Leko werd aangenomen als nieuwe hoofdtrainer. In zijn debuutseizoen 2017/18 veroverde de Kroaat meteen de vijftiende landstitel voor Club Brugge. Aan het einde van het seizoen 2018/19 nam Club na twee seizoenen afscheid van Leko en nam Philippe Clement de fakkel als hoofdcoach over. In het seizoen 2019/20 werd het landskampioenschap één speeldag voor het einde van de reguliere competitie gestaakt vanwege de coronacrisis. Club Brugge, dat als competitieleider 15 punten voorsprong had op eerste achtervolger AA Gent, werd uitgeroepen tot landskampioen en behaalde zo zijn zestiende landstitel. In het seizoen 2020/21 volgde Club Brugge zichzelf op als kampioen, iets waar het sinds 1978 niet meer in geslaagd was. 
In januari 2022 trok coach Philippe Clement naar het Franse AS Monaco. Hij werd in Brugge opgevolgd door de Nederlander Alfred Schreuder. Tussen februari en mei wist Club een achterstand van 12 punten op seizoensrevelatie Royale Union Saint-Gilloise goed te maken. Op zondag 15 mei 2022 won Club tijdens de 5de en voorlaatste speeldag van de Champions' Play-offs met 1-3 van Antwerp FC en behaalde hiermee zijn 18de landstitel. Het verwezenlijkte hiermee, net zoals in 1976-1977-1978, een historische drie landstitels op een rij.
Op 25 mei 2022 werd ex-speler Carl Hoefkens aangesteld als hoofdcoach, ter vervanging van Alfred Schreuder, die naar AFC Ajax vertrok. Club zou zich voor het eerst in sinds de oprichting van de Champions League plaatsen voor de 1/8 finale, als enige ploeg uit pot 4. Desondanks werd Hoefkens eind 2022 opgevolgd door Scott Parker na tegenvallende resultaten in Beker en competitie.
Parker werd op 8 maart 2023 ontslagen, nadat hij slechts twee van de twaalf wedstrijden wist te winnen tussen 31 december 2022 en 8 maart 2023. Rik De Mil nam zijn functie ad interim over tot het einde van het seizoen. Bij aanvang van het seizoen 2023/24 werd Ronny Deila hoofdcoach van Club, maar na tegenvallende resultaten werd ook hij ontslagen, op 8 maart 2024. Nicky Hayen nam ad interim het roer over en slaagde er met zijn team alsnog in de 19de landstitel voor de club te veroveren, mede dankzij goede resultaten in de play-offs. Bij aanvang van het seizoen 2024/25 bleef Hayen aangesteld als hoofdcoach.

### Stadions
In de loop van haar geschiedenis heeft de club steeds op terreinen gespeeld in het westen van de stad, in Sint-Andries, nooit heel erg ver van elkaar.
Het eerste echte onderkomen dat de blauw-zwarte vereniging vond, en waar het tot 1912 zou blijven, was een stuk braakliggende grond in de Sint-Baafswijk. Dit terrein, gelegen op de gronden waar vandaag de Sint-Baafskerk staat, was eigendom van de hondenclub "Fox Terrier" en was van een kleine tribune voorzien. Doorgaans werden op dat veld honden losgelaten, die in (de uit Engeland overgewaaide en uiterst populaire) rat races achter ratten aanjoegen. Vandaar de naam: het "Rattenplein". Om een voetbalwedstrijd te kunnen organiseren, moesten telkens opnieuw lijnen getrokken worden en doelen opgebouwd en afgebroken.
Op een bepaald ogenblik was Football Club Brugeois rijk genoeg om het terrein en alle toebehoren aan te kopen, voor de prijs van honderd frank.

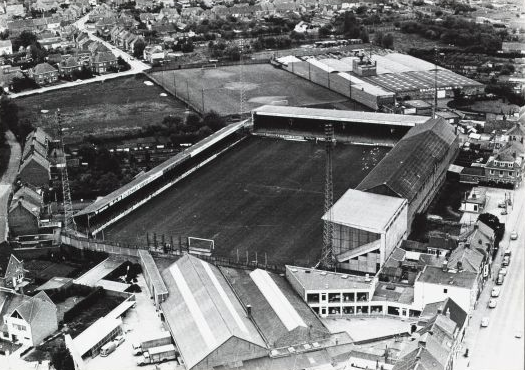
De Klokke in 1975.

In 1912 verhuisde Club Brugge van het Rattenplein naar De Klokke, iets westelijker langs de Torhoutse Steenweg. Het veld werd zo genoemd omdat het enige herkenningspunt het tegenoverliggende café "De Klokke" was. In de beginperiode moesten de spelers zich omkleden in dit café en de straat oversteken naar het stadion. Club huurde het terrein de eerste jaren van een particuliere eigenaar voor de prijs van 1.760 frank, maar op 15 juni 1920 werd De Klokke door drie geldschieters, waaronder Albert Dyserynck, aangekocht voor 50.000 frank. Deze laatste betaalde later de mede-eigenaars uit en schonk het terrein in volle eigendom aan de club. De Klokke werd later, na het plotse overlijden van voorzitter Dyserynck in 1931, hernoemd tot "Albert Dyserynckstadion".
In 1973 nam het toenmalige stadsbestuur onder impuls van burgemeester Michel Van Maele het initiatief een stedelijk stadion te bouwen voor Club Brugge en Cercle Brugge. Van Maele had eerder al Cercle uit de financiële moeilijkheden gehaald door de stad het Edgard De Smedtstadion te laten aankopen. In 1973 zat Club aan de grond; de grote recettes uit de thuiswedstrijden wogen niet op tegen de dure buitenlandse transfers van Rensenbrink, Houwaart, Geels, Veenstra, e.a.

Door de verhuis naar een nieuw stadion in eigendom van de stad kon Club weer naar adem happen doordat het nu over de mogelijkheid beschikte De Klokke te verkopen, wat het in 2000 deed: toen werd het Albert Dyserynckstadion verkocht aan een bouwpromotor en ruimde het plaats voor een woonproject. Dit bracht de clubkas zo'n 2,5 miljoen euro op.

De gronden achter de kerk van Sint-Andries werden in 1973 aangekocht voor de som van 53 miljoen Belgische frank.
In 1974 werd met de bouw begonnen. Het nieuwe stadion, ontworpen door de architecten Jonckheere (die ook het ontwerp voor de uitbreiding tekenden), kostte 245 miljoen Belgische frank en beschikte over 30.000 plaatsen. De benedenring bestond uit staanplaatsen (22.000) en boven op de oost- en westtribune bood een tweede ring plaats aan in totaal 8.000 zitplaatsen.
In de geest van de Olympische Spelen in München in 1972 kreeg het stadion de naam "Olympiastadion".
In 1993 werd onder druk van de UEFA overgegaan tot de vervanging van bijna alle staanplaatsen door zitjes, waardoor de capaciteit terugviel tot iets meer dan 18.000 plaatsen.

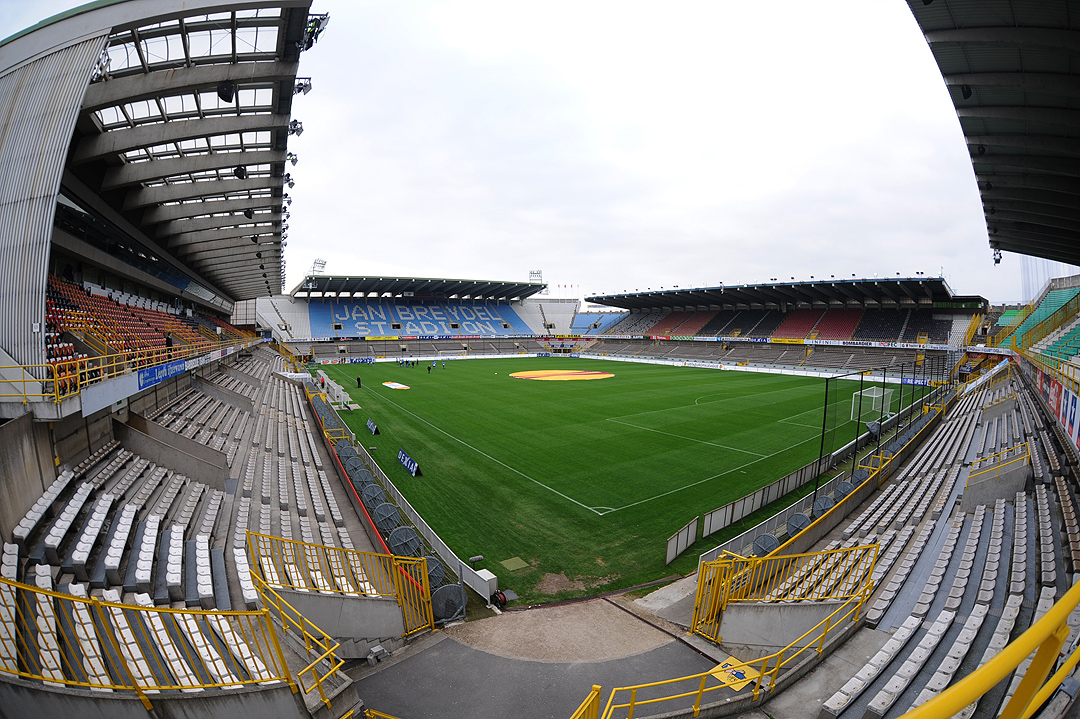
Het Jan Breydelstadion.

Naar aanleiding van het Europees Kampioenschap voetbal in 2000 werd het stadion uitgebreid en kreeg het een nieuwe naam: Jan Breydelstadion. Door de tweede ring te vervolledigen boven de noord- en zuidtribune en de laatste staanplaatsen weg te werken, beschikte het stadion nu over 30.000 zitplaatsen.
Sinds 2007 werkt Club Brugge aan een project voor een nieuw stadion, aanvankelijk gepland aan de Oostkampse Baan in Loppem, net ten zuiden van de stad. Het moest beschikken over minstens 40.000 zitplaatsen en zou gecombineerd worden met een groot winkelcomplex. De Vlaamse overheid nam uiteindelijk het dossier in handen en besliste eind 2009 dat het stadion op de Chartreusesite, eveneens in de Brugse zuidrand, moest komen en dat het zou beschikken over 44.600 zitplaatsen. Door de Raad van State werd dit plan eind 2013 van tafel geveegd op basis van het Milieueffectenrapport (MER), de waterhuishouding en de mobiliteit.
Vervolgens ontwikkelden de Stad Brugge, Cercle en Club Brugge een nieuw dubbelproject, waarbij Club Brugge een nieuw stadion zou bouwen in het noordwesten van de stad, aan de Blankenbergse Steenweg nabij de Blauwe Toren, en Cercle Brugge in een verkleind, grondig verbouwd Jan Breydelstadion zou blijven. Het stadion van Club zou 40 à 45.000 zitplaatsen tellen en dat van Cercle ca. 12.000.
Begin 2020 kende het dossier echter een nieuwe wending, nadat de stad en Club Brugge bekendmaakten een nieuw stadion te ontwikkelen op de huidige Olympia-site, naast het Jan Breydelstadion. Hierbij is het de bedoeling dat ook Cercle Brugge een nieuw, eigen stadionproject ontwikkelt, elders in de stad. Na voltooiing van het nieuwe stadion van Club Brugge zou het Jan Breydelstadion worden afgebroken. Naast de realisatie van het nieuwe voetbalstadion voor circa 40.000 toeschouwers wordt ook een buurtpark rondom het stadion ontwikkeld.

### Oefencomplex
Eind 2016 stelde Club Brugge officieel de plannen van het nieuwe oefencomplex te Westkapelle voor. Op 12 september 2018 maakten Club Brugge en Belfius bekend dat het oefencomplex de naam 'Belfius Basecamp' zou krijgen. Op die dag werd de eerste steen gelegd.
Op 17 juni 2019 werd het nieuwe oefencomplex in gebruik genomen.
De feestelijke opening voor het publiek vond plaats op 11 september 2019.

## Erelijst

### Nationaal

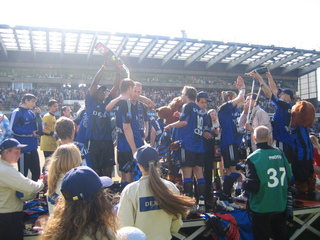
De kampioenenviering in 2005.

Belgisch landskampioen
winnaar (19): 1919/20, 1972/73, 1975/76, 1976/77, 1977/78, 1979/80, 1987/88, 1989/90, 1991/92, 1995/96, 1997/98, 2002/03, 2004/05, 2015/16, 2017/18, 2019/20, 2020/21, 2021/22, 2023/24
→ Gouden Kampioenssterren: 1 (1 ster per 10 landstitels)
tweede (22): 1898/99, 1905/06, 1909/10, 1910/11, 1966/67, 1967/68, 1969/70, 1970/71, 1971/72, 1984/85, 1985/86, 1993/94, 1996/97, 1998/99, 1999/2000, 2000/01, 2001/02, 2003/04, 2011/12, 2014/15, 2016/17, 2018/19
In het seizoen 1899/1900 speelde FC Brugeois wel de finale (over twee wedstrijden met 1-11 verloren van Racing Club de Bruxelles), maar werd de Afdeling Oost- en West-Vlaanderen achteraf geschrapt, waardoor niet FC Brugeois maar Antwerp FC officieel op de tweede plaats eindigde. 
Beker van België
winnaar (12): 1967/68, 1969/70, 1976/77, 1985/86, 1990/91, 1994/95, 1995/96, 2001/02, 2003/04, 2006/07, 2014/15, 2024/25
finalist (8): 1913/14, 1978/79, 1982/83, 1993/94, 1997/98, 2004/05, 2015/16, 2019/20
Belgische Supercup
winnaar (18): 1980, 1986, 1988, 1990, 1991, 1992, 1994, 1996, 1998, 2002, 2003, 2004, 2005, 2016, 2018, 2021, 2022, 2025
finalist (4): 1995, 2007, 2015, 2024
Trofee Jules Pappaert
winnaar (5): 1972, 1978, 1991, 1995, 2005

### Internationaal
Europacup I / UEFA Champions League
finale (1): 1977/78
kwartfinale (1): 1976/77
Europacup II
halve finale (1): 1991/92
kwartfinale (2): 1970/71, 1994/95
UEFA Cup / UEFA Europa League
finale (1): 1975/76
halve finale (1): 1987/88
kwartfinale (1): 2014/15
UEFA Europa Conference League
halve finale (1): 2023/24

#### Vriendschappelijk
Brugse Metten
winnaar (21): 1979, 1981, 1984, 1990, 1992, 1993, 1995, 1996, 1998, 2000, 2001, 2004, 2006, 2007, 2008, 2009, 2011, 2012, 2013, 2019, 2020
Kirin Cup
winnaar (1): 1981
Amsterdam 700 Tournament
winnaar (1): 1990

### Individuele trofeeën
Verschillende spelers behaalden een trofee toen ze voor de club speelden:
Topscorer (8)
1905 en 1906 (Robert De Veen), 1972 (Raoul Lambert), 1990 (Frank Farina), 1996 (Mario Stanić), 1997 (Robert Spehar), 2011 (Ivan Perišić), 2013 (Carlos Bacca)
Belgische Gouden Schoen (16)
1967 (Fernand Boone), 1971 (Erwin Vandendaele), 1977 (Julien Cools), 1980, 1985 en 1986 (Jan Ceulemans), 1990 en 1996 (Franky Van Der Elst), 1995 (Paul Okon), 2002 (Timmy Simons), 2016 (José Izquierdo), 2017 (Ruud Vormer), 2018, 2019 en 2024 (Hans Vanaken), 2022 (Simon Mignolet)
Profvoetballer van het Jaar (12)
1984, 1985 en 1986 (Jan Ceulemans), 1988 (Marc Degryse), 1994 (Lorenzo Staelens), 2003 (Timmy Simons), 2011 (Ivan Perišić), 2013 (Carlos Bacca), 2015 (Víctor Vázquez), 2018 en 2019 (Hans Vanaken), 2025 (Ardon Jashari)
Lifetime achievement award (2)
2016 en 2017 (Timmy Simons)
Doelman van het jaar (9)
1987 (Philippe Vande Walle), 1993 en 2003 (Dany Verlinden), 2014 en 2015 (Mathew Ryan), 2019, 2020, 2021 en 2022 (Simon Mignolet)
Trainer van het jaar (11)
1990 (Georges Leekens), 1992 en 1996 (Hugo Broos), 1998 (Eric Gerets), 2003 en 2005 (Trond Sollied), 2015 en 2016 (Michel Preud'homme), 2018 (Ivan Leko), 2019 en 2020 (Philippe Clement)
Ebbenhouten Schoen (5)
1992 en 1994 (Daniel Amokachi), 1998 (Eric Addo), 2000 (Nzelo Lembi), 2018 (Anthony Limbombe)
Trofee Raymond Goethals (3)
2016 (Michel Preud'homme), 2019 (Philippe Clement), 2024 (Nicky Hayen)
Jonge Profvoetballer van het Jaar (4)
1998 (Eric Addo), 2018 (Wesley Moraes), 2021 (Noa Lang), 2022 (Charles De Ketelaere)

## Resultaten

### In België
| Seizoen | Klasse | Klasse | Klasse | Klasse | Reeks             | Punten | Opmerkingen | Beker | Europa     |
|         | I      | II     | III    | IV     |                   |        | |       |            |
| ------- | ------ | ------ | ------ | ------ | ----------------- | ------ | --- | ----- | ---------- |
| 1895/96 | 6      |        |        |        | Championnat       | 11     | dit was eigenlijk niet het latere FC Brugeois, maar de afsplitsing die het jaar erop met Brugsche FC zou fuseren        |       |            |
| 1896/97 |        |        |        |        |                   |        | geen deelname |       |            |
| 1897/98 |        |        |        |        |                   |        | geen deelname |       |            |
| 1898/99 | 2      |        |        |        | Ere Afdeling      | ?      | verlies finalewedstrijd voor titel tegen FC Liégeois (2-0 uit, 3-4 thuis), na winst Vlaamse voorronde                   |       |            |
| 1899/00 | 2      |        |        |        | Ere Afdeling      | 12     | verlies finalewedstrijd voor titel tegen Racing Club de Bruxelles (3-0 thuis, 8-1 uit), na winst Vlaamse voorronde      |       |            |
| 1900/01 | 8      |        |        |        | Ere Afdeling      | 8      | |       |            |
| 1901/02 | 6      |        |        |        | Ere Afdeling A    | 2      | laatste plaats in reeks, geen deelname aan finaleronde                                                                  |       |            |
| 1902/03 | 5      |        |        |        | Ere Afdeling A    | 4      | laatste plaats in reeks, geen deelname aan finaleronde                                                                  |       |            |
| 1903/04 | 3      |        |        |        | Ere Afdeling      | 4      | 3e op 4 teams in eindronde, na tweede plaats in Ere Afdeling A                                                          |       |            |
| 1904/05 | 3      |        |        |        | Ere Afdeling      | 28     | |       |            |
| 1905/06 | 2      |        |        |        | Ere Afdeling      | 29     | |       |            |
| 1906/07 | 3      |        |        |        | Ere Afdeling      | 24     | |       |            |
| 1907/08 | 3      |        |        |        | Ere Afdeling      | 26     | |       |            |
| 1908/09 | 3      |        |        |        | Ere Afdeling      | 33     | |       |            |
| 1909/10 | 2      |        |        |        | Ere Afdeling      | 38     | beslissingwedstrijd voor titel verloren van Union Saint-Gilloise met 1-0                                                |       |            |
| 1910/11 | 2      |        |        |        | Ere Afdeling      | 34     | |       |            |
| 1911/12 | 4      |        |        |        | Ere Afdeling      | 29     | | 1/4   |            |
| 1912/13 | 7      |        |        |        | Ere Afdeling      | 19     | | 1/8   |            |
| 1913/14 | 4      |        |        |        | Ere Afdeling      | 27     | | fin   |            |
| 1914/15 |        |        |        |        |                   |        | Eerste Wereldoorlog |       |            |
| 1915/16 |        |        |        |        |                   |        | Eerste Wereldoorlog |       |            |
| 1916/17 |        |        |        |        |                   |        | Eerste Wereldoorlog |       |            |
| 1917/18 |        |        |        |        |                   |        | Eerste Wereldoorlog |       |            |
| 1918/19 |        |        |        |        |                   |        | Eerste Wereldoorlog |       |            |
| 1919/20 | 1      |        |        |        | Ere Afdeling      | 34     | |       |            |
| 1920/21 | 4      |        |        |        | Ere Afdeling      | 26     | |       |            |
| 1921/22 | 9      |        |        |        | Ere Afdeling      | 25     | |       |            |
| 1922/23 | 8      |        |        |        | Ere Afdeling      | 23     | |       |            |
| 1923/24 | 9      |        |        |        | Ere Afdeling      | 23     | |       |            |
| 1924/25 | 11     |        |        |        | Ere Afdeling      | 21     | |       |            |
| 1925/26 | 10     |        |        |        | Ere Afdeling      | 25     | |       |            |
| 1926/27 | 8      |        |        |        | Ere Afdeling      | 26     | | R1    |            |
| 1927/28 | 13     |        |        |        | Ere Afdeling      | 22     | laatste met 0 punten in degradatie-eindronde met Daring Club de Bruxelles SR, RC Malines en R. Racing Club de Bruxelles |       |            |
| 1928/29 |        | 1      |        |        | Eerste Afdeling   | 43     | |       |            |
| 1929/30 | 6      |        |        |        | Ere Afdeling      | 27     | |       |            |
| 1930/31 | 5      |        |        |        | Ere Afdeling      | 29     | |       |            |
| 1931/32 | 11     |        |        |        | Ere Afdeling      | 24     | |       |            |
| 1932/33 | 13     |        |        |        | Ere Afdeling      | 16     | |       |            |
| 1933/34 |        | 3      |        |        | Eerste Afdeling A | 34     | |       |            |
| 1934/35 |        | 1      |        |        | Eerste Afdeling A | 40     | | ?     |            |
| 1935/36 | 9      |        |        |        | Ere Afdeling      | 23     | |       |            |
| 1936/37 | 10     |        |        |        | Ere Afdeling      | 25     | |       |            |
| 1937/38 | 5      |        |        |        | Ere Afdeling      | 27     | |       |            |
| 1938/39 | 14     |        |        |        | Ere Afdeling      | 17     | |       |            |
| 1939/40 |        |        |        |        |                   |        | Tweede Wereldoorlog |       |            |
| 1940/41 | 9      |        |        |        | Ere Afdeling B    | 5      | speciale noodcompetitie tijdens de oorlog, met twee provinciale reeksen                                                 |       |            |
| 1941/42 |        | 3      |        |        | Eerste Afdeling B | 36     | |       |            |
| 1942/43 |        | 2      |        |        | Eerste Afdeling B | 43     | |       |            |
| 1943/44 |        | 3      |        |        | Eerste Afdeling A | 42     | |       |            |
| 1944-45 |        |        |        |        |                   |        | Tweede Wereldoorlog |       |            |
| 1945/46 |        | 1      |        |        | Eerste Afdeling A | 53     | |       |            |
| 1946/47 | 19     |        |        |        | Ere Afdeling      | 22     | |       |            |
| 1947/48 |        | 4      |        |        | Eerste Afdeling A | 38     | |       |            |
| 1948/49 |        | 1      |        |        | Eerste Afdeling B | 49     | |       |            |
| 1949/50 | 14     |        |        |        | Ere Afdeling      | 22     | |       |            |
| 1950/51 | 16     |        |        |        | Ere Afdeling      | 21     | |       |            |
| 1951/52 |        | 2      |        |        | Eerste Afdeling A | 42     | |       |            |
| 1952/53 |        | 8      |        |        | Tweede Klasse     | 30     | |       |            |
| 1953/54 |        | 12     |        |        | Tweede Klasse     | 29     | | 1/8   |            |
| 1954/55 |        | 3      |        |        | Tweede Klasse     | 38     | | 1/4   |            |
| 1955/56 |        | 6      |        |        | Tweede Klasse     | 32     | | 1/16  |            |
| 1956/57 |        | 10     |        |        | Tweede Klasse     | 28     | |       |            |
| 1957/58 |        | 5      |        |        | Tweede Klasse     | 34     | |       |            |
| 1958/59 |        | 2      |        |        | Tweede Klasse     | 39     | |       |            |
| 1959/60 | 13     |        |        |        | Eerste Klasse     | 26     | |       |            |
| 1960/61 | 8      |        |        |        | Eerste Klasse     | 29     | |       |            |
| 1961/62 | 5      |        |        |        | Eerste Klasse     | 35     | |       |            |
| 1962/63 | 8      |        |        |        | Eerste Klasse     | 30     | |       |            |
| 1963/64 | 12     |        |        |        | Eerste Klasse     | 24     | | 1/8   |            |
| 1964/65 | 9      |        |        |        | Eerste Klasse     | 28     | | 1/16  |            |
| 1965/66 | 5      |        |        |        | Eerste Klasse     | 35     | | 1/16  |            |
| 1966/67 | 2      |        |        |        | Eerste Klasse     | 45     | | 1/8   |            |
| 1967/68 | 2      |        |        |        | Eerste Klasse     | 45     | | winst | IC: I      |
| 1968/69 | 5      |        |        |        | Eerste Klasse     | 35     | | 1/8   | EC2: I     |
| 1969/70 | 2      |        |        |        | Eerste Klasse     | 45     | | winst | IC: II     |
| 1970/71 | 2      |        |        |        | Eerste Klasse     | 46     | | 1/16  | EC2: 1/4   |
| 1971/72 | 2      |        |        |        | Eerste Klasse     | 45     | geëindigd met evenveel punten als RSC Anderlecht, dat echter een wedstrijd meer had gewonnen                            | 1/16  | EC3: I     |
| 1972/73 | 1      |        |        |        | Eerste Klasse     | 45     | | 1/16  | EC3: II    |
| 1973/74 | 5      |        |        |        | Eerste Klasse     | 32     | | 1/16  | EC1: II    |
| 1974/75 | 4      |        |        |        | Eerste Klasse     | 49     | | 1/16  |            |
| 1975/76 | 1      |        |        |        | Eerste Klasse     | 52     | | 1/2   | EC3: fin   |
| 1976/77 | 1      |        |        |        | Eerste Klasse     | 52     | | winst | EC1: 1/4   |
| 1977/78 | 1      |        |        |        | Eerste Klasse     | 51     | | 1/2   | EC1: fin   |
| 1978/79 | 6      |        |        |        | Eerste Klasse     | 38     | | fin   | EC1: I     |
| 1979/80 | 1      |        |        |        | Eerste Klasse     | 53     | | 1/4   |            |
| 1980/81 | 6      |        |        |        | Eerste Klasse     | 37     | | 1/8   | EC1: I     |
| 1981/82 | 15     |        |        |        | Eerste Klasse     | 28     | | 1/16  | EC3: I     |
| 1982/83 | 5      |        |        |        | Eerste Klasse     | 43     | | fin   |            |
| 1983/84 | 3      |        |        |        | Eerste Klasse     | 44     | | 1/8   |            |
| 1984/85 | 2      |        |        |        | Eerste Klasse     | 48     | | 1/8   | EC3: II    |
| 1985/86 | 2      |        |        |        | Eerste Klasse     | 52     | geëindigd met evenveel punten als RSC Anderlecht. Play-offs eindigden op 1-1 in Anderlecht en 2-2 in Brugge             | winst | EC3: II    |
| 1986/87 | 3      |        |        |        | Eerste Klasse     | 45     | | 1/8   | EC2: I     |
| 1987/88 | 1      |        |        |        | Eerste Klasse     | 51     | | 1/4   | EC3: 1/2   |
| 1988/89 | 4      |        |        |        | Eerste Klasse     | 43     | | 1/4   | EC3: II    |
| 1989/90 | 1      |        |        |        | Eerste Klasse     | 57     | | 1/16  | EC2: II    |
| 1990/91 | 4      |        |        |        | Eerste Klasse     | 47     | | winst | EC1: II    |
| 1991/92 | 1      |        |        |        | Eerste Klasse     | 53     | | 1/8   | EC2: 1/2   |
| 1992/93 | 6      |        |        |        | Eerste Klasse     | 40     | | 1/8   | CL: P      |
| 1993/94 | 2      |        |        |        | Eerste Klasse     | 53     | | fin   |            |
| 1994/95 | 3      |        |        |        | Eerste Klasse     | 49     | | winst | EC2: 1/4   |
| 1995/96 | 1      |        |        |        | Eerste Klasse     | 81     | | winst | EC2: II    |
| 1996/97 | 2      |        |        |        | Eerste Klasse     | 71     | | 1/16  | EC3: III   |
| 1997/98 | 1      |        |        |        | Eerste Klasse     | 84     | | fin   | EC3: II    |
| 1998/99 | 2      |        |        |        | Eerste Klasse     | 71     | | 1/16  | EC3: III   |
| 1999/00 | 2      |        |        |        | Eerste Klasse     | 67     | | 1/16  | UC: I      |
| 2000/01 | 2      |        |        |        | Eerste Klasse     | 78     | | 1/16  | UC: III    |
| 2001/02 | 2      |        |        |        | Eerste Klasse     | 70     | | winst | UC: III    |
| 2002/03 | 1      |        |        |        | Eerste Klasse     | 79     | | 1/4   | CL+UC: III |
| 2003/04 | 2      |        |        |        | Eerste Klasse     | 72     | | winst | CL+UC: IV  |
| 2004/05 | 1      |        |        |        | Eerste Klasse     | 79     | | fin   | UC: P      |
| 2005/06 | 3      |        |        |        | Eerste Klasse     | 64     | | 1/16  | CL+UC: III |
| 2006/07 | 6      |        |        |        | Eerste Klasse     | 51     | | winst | UC: P      |
| 2007/08 | 3      |        |        |        | Eerste Klasse     | 67     | | 1/8   | UC: I      |
| 2008/09 | 3      |        |        |        | Eerste Klasse     | 59     | | 1/8   | UC: P      |
| 2009/10 | 3      |        |        |        | Eerste Klasse     | 41     | na de reguliere competitie stond Club Brugge op de 2e plaats met 57 punten                                              | 1/4   | EL: II     |
| 2010/11 | 4      |        |        |        | Eerste Klasse     | 43     | na de reguliere competitie stond Club Brugge op de 4e plaats met 53 punten                                              | 1/8   | EL: P      |
| 2011/12 | 2      |        |        |        | Eerste Klasse     | 48     | na de reguliere competitie stond Club Brugge op de 2e plaats met 61 punten                                              | 1/8   | EL: II     |
| 2012/13 | 3      |        |        |        | Eerste Klasse     | 46     | na de reguliere competitie stond Club Brugge op de 4e plaats met 54 punten                                              | 1/8   | EL: I      |
| 2013/14 | 3      |        |        |        | Eerste Klasse     | 48     | na de reguliere competitie stond Club Brugge op de 2e plaats met 63 punten                                              | 1/8   | EL: 3Q     |
| 2014/15 | 2      |        |        |        | Eerste Klasse     | 47     | na de reguliere competitie stond Club Brugge op de 1e plaats met 61 punten                                              | winst | EL: 1/4    |
| 2015/16 | 1      |        |        |        | Eerste Klasse     | 54     | na de reguliere competitie stond Club Brugge op de 1e plaats met 64 punten                                              | fin   | EL: I      |
|         | 1A     | 1B     | 1Am    | 2Am    |                   |        | Vanaf 2016-17 zijn er 3 nationale en 2 regionale niveaus                                                                | Beker | Europa     |
| 2016/17 | 2      |        |        |        | Eerste Klasse A   | 45     | na de reguliere competitie stond Club Brugge op de 2e plaats met 59 punten                                              | 1/8   | CL: I      |
| 2017/18 | 1      |        |        |        | Eerste Klasse A   | 46     | na de reguliere competitie stond Club Brugge op de 1e plaats met 67 punten                                              | 1/2   | EL: P      |
| 2018/19 | 2      |        |        |        | Eerste Klasse A   | 50     | na de reguliere competitie stond Club Brugge op de 2e plaats met 56 punten                                              | 1/16  | EL: 1/16   |
| 2019/20 | 1      |        |        |        | Eerste Klasse A   | 70     | competitie beëindigd na 29 speeldagen wegens de coronacrisis; toen stond Club Brugge op de 1e plaats met 70 punten      | fin   | EL: 1/16   |
| 2020/21 | 1      |        |        |        | Eerste Klasse A   | 44     | na de reguliere competitie stond Club Brugge op de 1e plaats met 76 punten                                              | 1/4   | EL: 1/16   |
| 2021/22 | 1      |        |        |        | Eerste Klasse A   | 50     | na de reguliere competitie stond Club Brugge op de 2e plaats met 72 punten                                              | 1/2   | CL: I      |
| 2022/23 | 4      |        |        |        | Eerste Klasse A   | 36     | na de reguliere competitie stond Club Brugge op de 4e plaats met 59 punten                                              | 1/8   | CL: 1/16   |
| 2023/24 | 1      |        |        |        | Eerste Klasse A   | 50     | na de reguliere competitie stond Club Brugge op de 4e plaats met 51 punten.                                             | 1/2   | ECL: 1/2   |
| 2024/25 | 2      |        |        |        | Eerste Klasse A   | 53     | na de reguliere competitie stond Club Brugge op de 2e plaats met 59 punten.                                             | winst | CL: 1/16   |

| 13 |

| 8 |

| 5 |

| 8 |

| 12 |

| 9 |

| 5 |

| 2 |

| 2 |

| 5 |

| 2 |

| 2 |

| 2 |

| 1 |

| 5 |

| 4 |

| 1 |

| 1 |

| 1 |

| 6 |

| 1 |

| 6 |

| 15 |

| 5 |

| 3 |

| 2 |

| 2 |

| 3 |

| 1 |

| 4 |

| 1 |

| 4 |

| 1 |

| 6 |

| 2 |

| 3 |

| 1 |

| 2 |

| 1 |

| 2 |

| 2 |

| 2 |

| 2 |

| 1 |

| 2 |

| 1 |

| 3 |

| 6 |

| 3 |

| 3 |

| 3 |

| 4 |

| 2 |

| 3 |

| 3 |

| 2 |

| 1 |

| 2 |

| 1 |

| 2 |

| 1 |

| 1 |

| 1 |

| 4 |

| 1 |

| 2 |

| 1/8 |

| 1/16 |

| 1/16 |

| 1/8 |

| winst |

| 1/8 |

| winst |

| 1/16 |

| 1/16 |

| 1/16 |

| 1/16 |

| 1/16 |

| 1/2 |

| winst |

| 1/2 |

| finale |

| 1/4 |

| 1/8 |

| 1/16 |

| finale |

| 1/8 |

| 1/8 |

| winst |

| 1/8 |

| 1/4 |

| 1/4 |

| 1/16 |

| winst |

| 1/8 |

| 1/8 |

| finale |

| winst |

| winst |

| 1/16 |

| finale |

| 1/16 |

| 1/16 |

| 1/16 |

| winst |

| 1/4 |

| winst |

| finale |

| 1/16 |

| winst |

| 1/8 |

| 1/8 |

| 1/4 |

| 1/8 |

| 1/8 |

| 1/8 |

| 1/8 |

| winst |

| finale |

| 1/8 |

| 1/2 |

| 1/16 |

| finale |

| 1/4 |

| 1/2 |

| 1/8 |

| 1/2 |

| winst |

### In Europa
Club Brugge speelt sinds 1967 in diverse Europese competities. Hieronder staan de competities en in welke seizoenen de club deelnam (inclusief voorrondes):
- Champions League (17×)

1992/93, 1996/97, 1998/99, 2002/03, 2003/04, 2004/05, 2005/06, 2012/13, 2015/16, 2016/17, 2017/18, 2018/19, 2019/20, 2020/21, 2021/22, 2022/23, 2024/25, 2025/26
- Europacup I (7×)

1973/74, 1976/77, 1977/78, 1978/79, 1980/81, 1988/89, 1990/91
- Europa League (11×)

2009/10, 2010/11, 2011/12, 2012/13, 2013/14, 2014/15, 2015/16, 2017/18, 2018/19, 2019/20, 2020/21
- Conference League (1×)

2023/24
- UEFA Cup (21×)

1971/72, 1972/73, 1975/76, 1981/82, 1984/85, 1985/86, 1987/88, 1989/90, 1996/97, 1997/98, 1998/99, 1999/00, 2000/01, 2001/02, 2002/03, 2003/04, 2004/05, 2005/06, 2006/07, 2007/08, 2008/09
- Europacup II (6×)

1968/69, 1970/71, 1986/87, 1991/92, 1994/95, 1995/96
- Jaarbeursstedenbeker (2×)

1967/68, 1969/70

#### Bijzonderheden Europese competities
| Bijzonderheid                 | Datum      | Tegenstander        | Uitslag | Plaats     | Naam            | Aantal |
| ----------------------------- | ---------- | ------------------- | ------- | ---------- | --------------- | ------ |
| Grootste overwinning          | 19-09-1973 | Floriana FC         | 8-0     | Brugge     |                 |        |
| Grootste nederlaag            | 09-11-1988 | AS Monaco           | 1-6     | Monaco     |                 |        |
| Grootste nederlaag            | 22-10-2019 | Paris Saint-Germain | 0-5     | Brugge     |                 |        |
| Grootste nederlaag            | 27-02-2020 | Manchester United   | 5-0     | Manchester |                 |        |
| Grootste nederlaag            | 24-11-2021 | RB Leipzig          | 0-5     | Brugge     |                 |        |
| Speler met meeste wedstrijden | 12-08-2025 |                     |         |            | Brandon Mechele | 89     |
| Speler met meeste doelpunten  | 23-02-2006 |                     |         |            | Gert Verheyen   | 23     |

#### Statistieken
- W = overwinningen / G = gelijkspelen / V = nederlagen / DV = doelpunten voor / DT = doelpunten tegen / +/- = doelpuntensaldo

| Competitie                          | Deelnames | Wedstrijden | W   | G  | V   | DV  | DT  | +/- |
| UEFA Champions League / Europacup I | 23        | 127         | 43  | 30 | 54  | 157 | 186 | -29 |
| UEFA Europa League / UEFA Cup       | 32        | 182         | 79  | 42 | 61  | 298 | 237 | +61 |
| UEFA Europa Conference League       | 1         | 16          | 12  | 2  | 2   | 38  | 11  | +27 |
| Beker voor Bekerwinnaars            | 6         | 28          | 15  | 3  | 10  | 41  | 33  | +8  |
| UEFA Intertoto Cup                  | 0         | 0           | 0   | 0  | 0   | 0   | 0   | +0  |
| Jaarbeursstedenbeker                | 2         | 6           | 2   | 1  | 3   | 11  | 10  | +1  |
| Totaal                              | 64        | 359         | 151 | 78 | 130 | 545 | 477 | +68 |
| Update: 21-04-2024                  |           |             |     |    |     |     |     |     |

#### UEFA Ranking
Club Brugge stond op 7 juli 2025 op de 24ste plaats op de UEFA Coëfficiëntenlijst.

## Persoonlijkheden

### Bekende spelers
- Eric Addo
- Daniel Amokachi
- Kurt Axelsson
- Carlos Bacca
- Boško Balaban
- Fons Bastijns
- Fernand Boone
- Foeke Booy
- Vital Borkelmans
- Hugo Broos
- / Kenneth Brylle
- Tomislav Butina
- Charles Cambier
- Pierre Carteus
- Nastja Čeh
- Jan Ceulemans
- Gert Claessens
- Philippe Clement
- Julien Cools
- Olivier De Cock
- Robert De Veen
- Marc Degryse
- / Ryan Donk
- / Óscar Duarte
- Gaëtan Englebert
- / Khalilou Fadiga
- Frank Farina
- Hector "Torten" Goetinck
- Fernand Goyvaerts
- Eiður Guðjohnsen
- Birger Jensen
- Eduard Krieger
- Raoul "Lotte" Lambert
- Rune Lange
- Noa Lang
- Ulrik Le Fèvre
- Georges Leekens
- Maxime Lestienne
- Birger Maertens
- Brandon Mechele
- Andrés Mendoza
- Thomas Meunier
- Simon Mignolet
- / Nzelo Lembi
- / Vadis Odjidja
- Paul Okon
- Jean-Pierre Papin
- Ivan Perišić
- Alex Querter
- / Lior Refaelov
- Robbie Rensenbrink
- Ronny Rosenthal
- David Rozehnal
- / Mathew Ryan
- Timmy Simons
- Wesley Sonck
- Jan Sørensen
- Robert Špehar
- Lorenzo Staelens
- Mario Stanić
- François Sterchele
- Stijn Stijnen
- Johny Thio
- Hans Vanaken
- Franky Van der Elst
- Erwin Vandendaele
- René Vandereycken
- Peter Van der Heyden
- Gert Verheyen
- Dany Verlinden
- Sven Vermant
- Ruud Vormer

### Spelersrecords

#### Meeste wedstrijden
| Plaats | Naam                | Periode              | Wedstrijden |
| ------ | ------------------- | -------------------- | ----------- |
| 1.     | Franky Van der Elst | 1984-1999            | 619         |
| 2.     | Dany Verlinden      | 1988-2004            | 570         |
| 3.     | Gert Verheyen       | 1992-2006            | 559         |
| 4.     | Hans Vanaken        | 2015-heden           | 515         |
| 5.     | Jan Ceulemans       | 1978-1991            | 507         |
| 6.     | Brandon Mechele     | 2013-heden           | 500         |
| 7.     | Fons Bastijns       | 1967-1981            | 466         |
| 8.     | Vital Borkelmans    | 1989-2000            | 457         |
| 9.     | Timmy Simons        | 2000-2005, 2013-2018 | 439         |
| 10.    | Sven Vermant        | 1993-2001, 2005-2008 | 414         |

#### Meeste goals
| Plaats | Naam              | Periode              | Doelpunten |
| ------ | ----------------- | -------------------- | ---------- |
| 1.     | Raoul Lambert     | 1962-1980            | 269        |
| 2.     | Jan Ceulemans     | 1978-1991            | 244        |
| 3.     | Gert Verheyen     | 1992-2006            | 196        |
| 4.     | Hans Vanaken      | 2015-heden           | 142        |
| 5.     | Johny Thio        | 1963-1975            | 124        |
| 6.     | Lorenzo Staelens  | 1989-1998            | 108        |
| 7.     | Marc Degryse      | 1983-1989            | 105        |
| 8.     | Pierre Carteus    | 1966-1974            | 89         |
| 8.     | Sven Vermant      | 1993-2001, 2005-2008 | 89         |
| 10.    | René Vandereycken | 1974-1981            | 86         |

### Kapiteins
- 1986-1991: Jan Ceulemans
- 1991-1999: Franky Van der Elst
- 1999-2000: Vital Borkelmans
- 2000-2002: Gert Verheyen
- 2002-2004: Dany Verlinden
- 2004-2005: Timmy Simons
- 2005-2006: Gert Verheyen
- 2006-2008: Sven Vermant
- 2008-2009: Philippe Clement
- 2009-2010: Stijn Stijnen
- 2010-2012: Carl Hoefkens
- 2012-2013: Carl Hoefkens/Ryan Donk
- 2013-2017: Timmy Simons
- 2017-2022: Ruud Vormer
- 2022-heden: Hans Vanaken

### Trainers
| Nationaliteit       | Naam             | Periode             |
| ------------------- | ---------------- | ------------------- |
| België              | Hector Goetinck  | 1930-1933           |
| België              | Gerard Delbeke   | 1933-1934 1939-1945 |
| België              | Arthur Volckaert | 1934-1936           |
| Oostenrijk          | Karl Schrenk     | 1936-1938           |
| België              | Robert De Veen   | 1938-1939           |
| België              | Louis Versyp     | 1945-1950           |
| Schotland           | William Kennedy  | 1950-1951           |
| België              | Félix Schavy     | 1951-1957           |
| Roemenië            | Norberto Höfling | 1957-1963 1967-1968 |
| Chili/ Hongarije    | Juan Schwanner   | 1963                |
| België              | Henri Dekens     | 1963-1965           |
| Frankrijk/ Tsjechië | Ladislav Dupal   | 1965-1967           |
| Joegoslavië         | Michel Pavić     | 1968-1969           |
| Nederland           | Frans de Munck   | 1969-1971           |
| Nederland           | Leo Canjels      | 1971-1973           |
| Nederland           | Jacques de Wit   | 1973-1974           |
| Oostenrijk          | Ernst Happel     | 1974-1978           |
| Hongarije           | Andres Beres     | 1978-1979           |
| België              | Mathieu Bollen   | 1979                |
| Nederland           | Han Grijzenhout  | 1979-1980           |
| Frankrijk           | Gilbert Gress    | 1980-1981           |

| Nationaliteit | Naam                | Periode        |
| ------------- | ------------------- | -------------- |
| Luxemburg     | Anton "Spitz" Kohn  | 1981           |
| België        | Rik Coppens         | 1981-1982      |
| België        | Raymond Mertens     | 1981-1982      |
| Duitsland     | Georg Keßler        | 1982-1984      |
| Nederland     | Henk Houwaart       | 1984-1989      |
| België        | Georges Leekens     | 1989-1991      |
| België        | Hugo Broos          | 1991-1997      |
| België        | Eric Gerets         | 1997-1999      |
| België        | René Verheyen       | 1999-2000      |
| Noorwegen     | Trond Sollied       | 2000-2005      |
| België        | Jan Ceulemans       | 2005-2006      |
| België        | Emilio Ferrera      | 2006-2007      |
| Macedonië     | Čedomir Janevski    | 2007           |
| België        | Jacky Mathijssen    | 2007-2009      |
| Nederland     | Adrie Koster        | 2009-2011      |
| België        | Rudi Verkempinck    | 2011 (interim) |
| Duitsland     | Christoph Daum      | 2011-2012      |
| België        | Georges Leekens     | 2012           |
| België        | Philippe Clement    | 2012 (interim) |
| Spanje        | Juan Carlos Garrido | 2012-2013      |
| België        | Philippe Clement    | 2013 (interim) |

| Nationaliteit | Naam               | Periode                          |
| ------------- | ------------------ | -------------------------------- |
| België        | Michel Preud'homme | 2013-2017                        |
| Kroatië       | Ivan Leko          | 2017-2019                        |
| België        | Philippe Clement   | 2019-2022                        |
| Nederland     | Alfred Schreuder   | 2022                             |
| België        | Carl Hoefkens      | 2022                             |
| Engeland      | Scott Parker       | 2023                             |
| Noorwegen     | Ronny Deila        | 2023 - 2024                      |
| België        | Nicky Hayen        | maart 2024 - juni 2024 (interim) |
| België        | Nicky Hayen        | 2024 - heden                     |

### Voorzitters
Hieronder volgt een overzicht van de opeenvolgende Clubvoorzitters.
| Naam                     | Jaren actief |
| ------------------------ | ------------ |
| Philippe Delescluze      | 1891-1900    |
| Albert Seligmann         | 1900-1902    |
| Alphonse De Meulemeester | 1903-1914    |
| Albert Dyserynck         | 1919-1931    |
| Fernand Hanssens         | 1932-1937    |
| Emile De Clerck          | 1937-1959    |
| André De Clerck          | 1959-1973    |
| Fernand De Clerck        | 1973-1999    |
| Michel Van Maele         | 1999-2003    |
| Michel D'Hooghe          | 2003-2009    |
| Pol Jonckheere           | 2009-2011    |
| Bart Verhaeghe           | 2011-heden   |

## Diversen

### Financiën

#### Budget en merk
Met een jaarlijks budget van ruim 100 miljoen euro, afhankelijk van een deelname al dan niet van de club aan een Europese competitie, blijft Club Brugge – net als het Belgisch voetbal in het algemeen – wat dit betreft een relatief kleine speler in Europa. De club beschikt hiermee in 2019 echter wel over het grootste budget in eerste klasse. Dit budget wordt echter elk jaar verhoogd, voornamelijk dankzij het binnenhalen van tv-rechten – anno 2019 ruim 80 miljoen euro per seizoen voor het gehele Belgische voetbal. Club Brugge behoort op dit vlak tot de best gestelde clubs in België, met een jaarlijkse inkomst van meer dan 8 miljoen euro.
Bovendien draagt het toenemend aantal toeschouwers in het stadion bij aan de financiële gezondheid van de club. Het aantal abonnees is gestegen van 8.000 in 1996 naar 23.000 in 2008, aangetrokken door het succesvolle voetbalspel en de verschillende behaalde prijzen gedurende deze periode. Sinds 2018 werd telkens het maximale aantal van 24.000 abonnees bereikt. Ook de renovatie en uitbreiding van het Jan Breydelstadion in 1998 droegen bij aan de toeschouwerstoename.
In 2006 werd Club Brugge in de Nationale Merkencompetitie verkozen tot populairste merk van het land. Later werd de club ook nog verkozen tot populairste sportmerk. Om het 'merk' Club Brugge verder te versterken, werd in 2011 de hulp ingeroepen van het reclamebureau Saatchi & Saatchi. In 2012 werd Club Brugge in de Nationale Merkencompetitie verkozen tot sympathiekste club van het land en vierde bekendste merk in Vlaanderen.

#### Shirt- en kledingsponsors
| Periode   | Kledingsponsor | Shirtsponsor           | Shirtsponsor rug |
| --------- | -------------- | ---------------------- | ---------------- |
| 1972-1974 | adidas         | Carad                  | —                |
| 1974-1976 | adidas         | 49R Jeans              | —                |
| 1976-1979 | Puma           | 49R Jeans              | —                |
| 1979-1982 | Puma           | St.-Louis Geuze        | —                |
| 1982-1985 | Puma           | Bacchus                | —                |
| 1985-1992 | Puma           | Assubel                | —                |
| 1992-1995 | Puma           | VTM                    | —                |
| 1995-1996 | adidas         | VTM                    | VTM              |
| 1996-1997 | adidas         | Gemeentekrediet        | VTM              |
| 1997-2000 | adidas         | Gemeentekrediet        | —                |
| 2000-2007 | adidas         | Dexia                  | Dexia            |
| 2007-2012 | Puma           | Dexia                  | Dexia            |
| 2012-2013 | Puma           | Belfius                | Belfius          |
| 2013-2014 | Nike           | Belfius                | Belfius          |
| 2014-2015 | Nike           | Club Brugge Foundation | Proximus         |
| 2015-2017 | Nike           | Daikin                 | Proximus         |
| 2017-2019 | Macron         | Daikin                 | Proximus         |
| 2019-2020 | Macron         | Unibet                 | Proximus         |
| 2020-2023 | Macron         | Unibet                 | Candriam         |
| 2023-2024 | Macron         | Unibet                 | Allianz          |
| 2024-     | Castore        | Unibet                 | Allianz          |

Club Brugge kende heel wat hoofdsponsors in de loop van zijn geschiedenis. Reeds in 1970 werden de trainingsvesten gesponsord door de Brugse meubelzaak Galerijen De Jonckheere. De eerste shirtsponsor was Carad, die in 1972 op de spelerstruitjes terechtkwam. Het is immers pas sinds 1972 dat de KBVB toelaat extra-sportieve publiciteit op de truitjes aan te brengen. In 1974 maakte Carad plaats voor 49R Jeans (uitspraak: fourty-niner). Vanaf 1979 verscheen St.-Louis Geuze op de truitjes van Club Brugge. Dit biermerk werd in '82 vervangen door een ander bier: Bacchus. Van 1985 tot 1992 was verzekeringsmaatschappij Assubel de hoofdsponsor. Daarna nam de in 1989 opgerichte televisiezender VTM een plaats in op het blauw-zwarte shirt. De zender werd in 1996 afgelost door het Gemeentekrediet. Het Gemeentekrediet werd uiteindelijk overgenomen door Dexia, dat in 2000 voor het eerst hoofdsponsor werd van Club Brugge. In 2012 veranderde Dexia haar naam in Belfius. Na het seizoen 2013-2014 liep het sponsorcontract met Belfius af en werd Proximus de nieuwe shirtsponsor van de club, maar dit enkel op de achterzijde van de shirts. Het volledige seizoen 2014-2015 speelde Club Brugge zonder externe hoofdsponsor op de voorzijde van de truien. Van seizoen 2015-2016 tot 2018-2019 was Daikin hoofdsponsor van de club. Unibet nam het seizoen daarop die plaats in. Sinds 2020-2021 staat Candriam als sponsor op de rug in de plaats van Proximus. Vanaf het seizoen 2023/24 siert Allianz de rug. Het is de eerste rugsponsor die dit doet onder het nummer in plaats van erboven. 
Verder had Club Brugge begin de jaren 1970 aanvankelijk een exclusiviteitscontract voor 5 jaar met sportmerk adidas, en van 1976 tot 1995 met Puma. Vanaf 1995 werd adidas opnieuw de kledingsponsor van de club, om vanaf 2007 weer door Puma vervangen te worden. In de zomer van 2013 ging Club Brugge met Nike in zee. Sinds het seizoen 2017-2018 was Macron de kledingsponsor. In de zomer van 2024 ging Club Brugge in zee met het Britse Castore. 

#### Poging tot beursgang
Begin 2021 lanceerde Club het idee om een deel van de aandelen van de club op de beurs te brengen. Dit werd uiteindelijk op de valreep uitgesteld door tegenvallende interesse.

### Jeugdopleiding
De jeugdopleiding van Club Brugge, opgericht als Kadettenschool in het begin van de jaren 1950 door voorzitter Emile De Clerck, was nadien bekend als Club Academy en sinds 2020 als Club NXT. Het vooropgestelde doel is elk jaar op zijn minst één jongere door te laten stoten naar de professionele kern.
De vorming is een van de prioriteiten van de club. Zware investeringen werden gedaan om hiervoor een goed opleidingsapparaat te ontwikkelen. Volgens een onderzoek uit 2006 kwam de jeugdopleiding van Club Brugge als een van de beste van het land naar boven.
Op sportief vlak is de vorming van jongeren van groot belang voor Club Brugge, daar de club, net als alle andere Belgische clubs, op financieel vlak niet kan concurreren met de absolute topclubs in Europa voor het binnenhalen van beloftevolle buitenlandse spelers.
De club wil met haar jeugdvormingspolitiek ook haar regionale verankering verstevigen. Een belangrijk deel van de scouting houdt zich bezig met het rekruteren van de beste jonge spelers uit West- en Oost-Vlaanderen vanaf zeer jonge leeftijd. De scouts gaan op zoek naar jonge talentvolle spelers die zich ook goed kunnen integreren in de organisatie, de cultuur en het spelsysteem van Club Brugge. Er wordt eveneens aandacht besteed aan onderwijs voor de jongeren en aan sociale waarden, waarbij een afgevaardigde van de club voortdurend in contact staat met de partnerscholen waar de jongeren van Club Brugge studeren, en soms als bemiddelaar optreedt in geval van eventuele problemen. Jonge spelers die van ver komen krijgen de mogelijkheid in een internaat van de club te verblijven.
Club Brugge heeft geen partnerschapsovereenkomst met 'kleine' clubs uit de regio, maar verkiest met ze allemaal een goeie band te onderhouden om eventuele transfers te vergemakkelijken. De club beschikt over meerdere jongerenploegen in elke leeftijdscategorie, gaande van '-7 jaar' tot '-18 jaar'. Al deze ploegen spelen volgens hetzelfde spelschema, om een continuïteit gedurende de hele vorming te garanderen en een eventuele integratie in de A-kern te vergemakkelijken. De jeugdploegen van Club Brugge spelen allemaal in de nationale kampioenschappen voor jeugdploegen van profclubs. De bekendste namen uit de jeugdschool van de jongste decennia zijn Olivier De Cock, Birger Maertens, Nicolas Lombaerts, Björn Engels, Brandon Mechele, Loïs Openda en Charles De Ketelaere.
De beloftenploeg (-23 jaar) is de laatste groep voor de A-kern. Zij komen sinds het seizoen 2022/23 uit in de Challenger Pro League, de Belgische tweede klasse. Dit project met belofteteams in het profvoetbal moet een betere doorstroom naar de eerste ploeg faciliteren. Ze komen uit in de tweede afdeling onder de naam Club NXT. 

### Aanhang
| seizoen   | opkomst |
| --------- | ------- |
| 2019-2020 | 25.262  |
| 2018-2019 | 24.399  |
| 2017-2018 | 26.183  |
| 2016-2017 | 26.828  |
| 2015-2016 | 26.129  |
| 2014-2015 | 26.000  |
| 2013-2014 | 25.378  |
| 2012-2013 | 24.433  |
| 2011-2012 | 24.159  |
| 2010-2011 | 23.157  |
| 2009-2010 | 24.368  |
| 2008-2009 | 26.085  |
| 2007-2008 | 26.368  |
| 2006-2007 | 25.034  |
| 2005-2006 | 25.329  |
| 2004-2005 | 24.432  |
| 2003-2004 | 23.716  |
| 2002-2003 | 20.976  |
| 2001-2002 | 17.854  |
| 2000-2001 | 16.412  |
| 1999-2000 | 14.447  |

#### Supporters
Reeds van bij haar oprichting kon de club rekenen op een brede, alsmaar groeiende volkse aanhang. In Brugge is de club altijd al de populairste geweest. Terwijl Cercle Brugge een vereniging was die zich eenparig als katholiek profileerde, was Club Brugge, ondanks een duidelijke liberale en niet-confessionele aanwezigheid in het bestuur, op zich veel minder ideologisch en politiek eenduidig en daarom ook neutraler dan Cercle. Clubs bestuur, met voornamelijk liberalen, maar ook socialisten, figuren van het humanistisch verbond en logeleden, viste op de plaatsen van de vijver die door haar eerder doctrinair katholiek ingestelde overbuur niet geprivatiseerd waren. Er waren dan ook grote sociale verschillen binnen de supportersschare, waarbij Club Brugge ook op supporters uit lagere sociale klassen een grote aantrekkingskracht had. Dit is vandaag nog merkbaar aan de grotere concentraties Club Bruggesupporters, met bijhorende kroegen of supporterslokalen, in van oudsher volkse (arbeiders)wijken zoals Sint-Gillis of Sint-Jozef, in het noorden van de stad. Latere successen, zoals titels, bekers en Europese gloriemomenten, deden de populariteit nog toenemen. Club Brugge kreeg gestaag ook meer aantrekkingskracht op supporters buiten Brugge en zelfs West-Vlaanderen. Vandaag is de club, afgaande op het gemiddeld aantal toeschouwers per thuiswedstrijd en het aantal geregistreerde supporters (ruim 70.000), de populairste van het land.
In 1966 was Club Brugge de eerste ploeg in België met een spionkop. Het nummer 12 wordt bij de club niet toegekend aan een speler, als eerbetoon aan het publiek, vaak ook "de twaalfde man" genoemd. Club Bruggesupporters hebben tevens de bijnaam (Club)zotten of boeren.
De vzw Supportersfederatie Club Brugge K.V., opgericht in 1967, is door Club Brugge erkend als officiële spreekbuis. Ze vertegenwoordigt meer dan 10.000 supporters van ruim 60 erkende supportersclubs uit heel Vlaanderen. Een verkozen bestuur moet de werking in goede banen leiden. De hoofdbezigheid van de federatie is het organiseren van busreizen en supportersavonden, maar er zijn ook tal van andere initiatieven, zoals de fandag en een kerstmarkt.
In 1998 werd Blue Army opgericht door enkele supporters, die nostalgisch terugkeken op de kolkende ambiance in het stadion tijdens de jaren 1970 en '80. De ambiance had de club in België en zelfs in Europa een beruchte reputatie opgeleverd; men zei weleens dat het er kon "spoken". Toen in 1993 vrijwel alle staanplaatsen vervangen werden door zitjes, kreeg de sfeer in het stadion daar wat onder te lijden. Blue Army had als doel hier iets aan te doen. Om daarin te slagen werden diverse instrumenten gehanteerd. Zo was er het Blue Army-fanzine, dat zich richtte tot de supporters, en werden voor de wedstrijden regelmatig cantussen georganiseerd. Tevens hield Blue Army zich bezig met het organiseren van tifo's en vlaggenacties. Elk jaar werd ook de Blue Army-trofee uitgereikt voor de "beste speler van het seizoen", gekozen door leden van Blue Army. Deze prijs werd al sinds 1999 uitgereikt. Blue Army, dat bestond uit een team van een tiental supporters, dat met de steun van vele honderden leden de sfeeracties op touw kon zetten, besloot in 2018 om na twee decennia te stoppen op een hoogtepunt.
Eveneens in 2018, op 10 mei, datum waarop Club Brugge 40 jaar voorheen de finale van de Europacup I speelde, kondigde de nieuwe sfeervereniging The Blues of F.C. Bruges aan Blue Army te zullen opvolgen en de gekende sfeeracties in het Jan Breydelstadion te blijven organiseren.
Club Brugge kent vandaag de dag twee zogenaamde ultras-groepen, met name de North Fanatics en VAK 313. Deze bevinden zich op thuismatchen respectievelijk in de noord- en oosttribune, op uitmatchen staan beide naast elkaar en werken ze samen.

#### Clublied
In 1974 bracht de Brugse zanger en cabaretier Willy Lustenhouwer een lp uit met liederen van Club Brugge. Een van de nummers was Blauw en zwart forever, gecomponeerd door Roger Danneels en door Lustenhouwer van tekst voorzien. Uiteindelijk werd dit het officiële clublied. Het wordt gezongen in het Brugs.

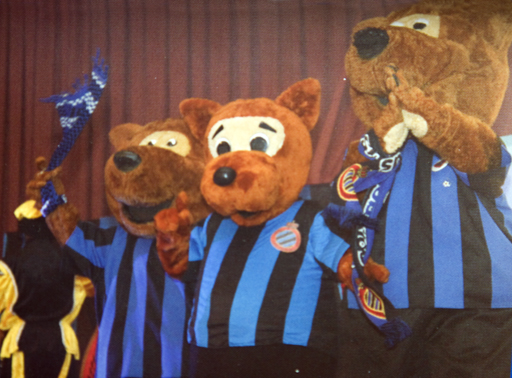
Belle, Bibi en Béné.

#### Mascotte
De mascotte van Club Brugge is een beer. Die verwijst naar het Beertje van de loge, een symbool van de stad Brugge. Aan het Beertje van de loge kleeft een aloude legende, namelijk de legende van de Brugse Beer.
Sinds eind 2000 lopen bij de thuiswedstrijden twee mascotteberen langs het terrein. Het getrouwde koppel Isabelle De Ruyck en Benedikt Bethuyne nemen sindsdien de gedaante aan van Belle en Béné, die oorspronkelijk in het leven geroepen waren door toenmalig Club directeur Antoine Vanhove. In 2010 kwam daar een derde beertje bij, Bibi, het zogenaamde kindje van de twee oudere beren. Bibi werd in het leven geroepen als mascotte van de Club Kids.

### Sociale projecten

#### Club Brugge Foundation
Met het initiatief Club Brugge Foundation (voorheen Allemoale Thope, Brugs voor "allemaal samen") wil de club sinds 2007 zijn maatschappelijke verantwoordelijkheid opnemen in de gemeenschap, zowel lokaal, nationaal als grensoverschrijdend. Deze verantwoordelijkheid voert ze uit door – met de kracht van Club Brugge – jaarlijks projecten te realiseren die bijdragen tot de integratie, ontwikkeling, ontplooiing en levenssituatie van bepaalde doelgroepen. Deze sociale visie is zo stevig in de Clubwerking verankerd dat dit, naast de sportieve en economische doelstellingen, sinds juli 2009 is opgenomen in de statuten van de vzw Club Brugge. Met zijn uitgebreide community-werking is het een van de toonaangevende clubs in België op sociaal vlak.
Tijdens de voorbereidingen van het seizoen 2014-2015 speelde de A-kern met het logo van de Club Brugge Foundation op de truien, omdat er nog geen nieuwe hoofdsponsor werd gevonden nadat Belfius besliste het contract te beëindigen na seizoen 2013-2014. Toen het seizoen begon, en er nog steeds geen nieuwe hoofdsponsor gevonden werd, bleef de A-kern met Club Brugge Foundation op de truien spelen, al werd af en toe ook gespeeld met het logo van andere (sociale) projecten.
De werking van Club Brugge Foundation viel al meermaals in de prijzen. Zo ontving ze in de seizoenen 2014-'15, 2015-'16, 2017-'18 en 2020-'21 de Pro League Football & Community Award (vroeger genaamd de Pro League+ Club Gold Award ), een erkenning voor de beste mvo-werking in het Belgisch voetbal. In het seizoen 2019-'20 ontving Club Brugge Foundation twee internationale prijzen voor het project met het project 'De Beer en zijn Sjaal', namelijk de More than Football Award van het European for Football Development Network en de Professional Club - Community Award van de International Sports Awards.

#### d'Oude Garde
Onder impuls van voorzitter Michel D'Hooghe werd in 2003 de "Vereniging van Oud Spelers" van Club Brugge KV in het leven geroepen.
De bedoeling hiervan was in eerste instantie de vroegere spelers van Blauw-Zwart jaarlijks te herenigen rond de feesttafel, om op die manier de band met het verleden te verstevigen. Maar ook en vooral wilde Club Brugge zijn helden van vroeger blijven betrekken bij de evolutie van de club, aangezien ieder van hen een rol van betekenis heeft gespeeld in de historiek van Blauw-Zwart, en er op die manier voor te zorgen dat deze oud-spelers een "ambassadeursrol" kunnen vervullen voor Club Brugge.
Het criterium dat werd vastgelegd om tot deze selecte groep te kunnen toetreden is: ten minste 2 seizoenen tot de A-kern hebben behoord, of minstens 20 wedstrijden in het fanionelftal hebben gespeeld.

### Rivaliteit
Als een van de drie traditionele Belgische topclubs heeft Club Brugge in de loop der jaren veel rivaliteit ondervonden van andere Belgische clubs.

#### RSC Anderlecht
RSC Anderlecht wordt algemeen beschouwd als de grootste rivaal van Club. Het is de afgelopen decennia een traditie geworden dat beide ploegen regelmatig om de titel strijden. De onderlinge duels in het Jan Breydelstadion en het Constant Vanden Stockstadion zijn nagenoeg altijd uitverkocht en worden ook steeds als risicowedstrijden beschouwd.

#### Cercle Brugge
De meeste supporters van Cercle zien de wedstrijden tegen de stadsgenoten van Club Brugge als de belangrijkste van het seizoen. De derby's tussen Club en Cercle trekken jaarlijks ook heel wat toeschouwers naar het Jan Breydelstadion. De winnaar van de derby mag zich ploeg van 't stad noemen.

#### AA Gent
Ook AA Gent kan een aanzienlijke rivaal van Club Brugge genoemd worden. Die grote rivaliteit tussen de beide Vlaamse clubs begon toen Club Brugge in het seizoen 1970-1971 het lot van Gent definitief bezegelde en deze laatste zo naar de tweede klasse moest zakken. Club daarentegen boekte in de jaren daarop grote successen, waardoor Gent een aantal van z'n supporters aan Club Brugge verloren zag. Sindsdien wordt de ploeg uit Brugge door veel overgebleven of teruggekeerde supporters van AA Gent als dé concurrent beschouwd. Een wedstrijd tussen beide clubs wordt 'de slag om Vlaanderen' genoemd.

#### R. Antwerp FC
Sinds de terugkeer van Royal Antwerp naar de hoogste voetbalafdeling, waait de rivaliteit tussen de oudste clubs in Vlaanderen en België terug op. Een confrontatie tussen beide wordt vaak niet enkel op het veld uitgevochten, maar ook ernaast. Op deze als risicowedstrijden bestempelde matchen, viert het hooliganisme in België vaak hoogtij. Vechtpartijen onder elkaar en tegen ordediensten, alsook vernielingen zijn niet vreemd aan deze wedstrijden.

### Transfers

#### Top 10 inkomende transfers
Hoogste bedragen die Club Brugge ooit betaald heeft voor een speler.
|   | Naam speler        | Van club               | Prijs (milj. EUR) | Jaar |
| - | ------------------ | ---------------------- | ----------------- | ---- |
| 1 | Roman Jaremtsjoek  | Benfica                | 16,00             | 2022 |
| 2 | Raphael Onyedika   | FC Midtjylland         | 10,00             | 2022 |
| 3 | Kamal Sowah        | Leicester City FC      | 9,00              | 2021 |
| 4 | David Okereke      | Spezia Calcio          | 8,16              | 2019 |
| 5 | Andreas Skov Olsen | Bologna FC 1909        | 7,00              | 2022 |
| 5 | Simon Mignolet     | Liverpool FC           | 7,00              | 2019 |
| 7 | Stanley N'Soki     | OGC Nice               | 6,50              | 2021 |
| 8 | Tajon Buchanan     | New England Revolution | 6,36              | 2022 |
| 9 | Bjorn Meijer       | FC Groningen           | 6,00              | 2022 |
| 9 | Noa Lang           | Ajax Amsterdam         | 6,00              | 2021 |
| 9 | Michael Krmenčík   | FC Viktoria Pilsen     | 6,00              | 2020 |

- Bron: transfermarkt.nl - laatst bijgewerkt: 29/08/2022

#### Top 10 uitgaande transfers
Hoogste bedragen die Club Brugge ooit gekregen heeft voor een speler.
|    | Naam speler          | Naar club                 | Prijs (milj. EUR) | Jaar |
| -- | -------------------- | ------------------------- | ----------------- | ---- |
| 1  | Igor Thiago          | Brentford FC              | 38                | 2024 |
| 2  | Charles De Ketelaere | AC Milan                  | 32,00             | 2022 |
| 3  | Wesley Moraes        | Aston Villa FC            | 25,00             | 2019 |
| 4  | Odilon Kossounou     | Bayer Leverkusen          | 23,00             | 2021 |
| 5  | Krépin Diatta        | AS Monaco                 | 16,70             | 2021 |
| 6  | Arnaut Danjuma       | AFC Bournemouth           | 16,46             | 2019 |
| 7  | José Izquierdo       | Brighton & Hove Albion FC | 14,50             | 2017 |
| 8  | Stanley N'Soki       | TSG 1899 Hoffenheim       | 12,00             | 2022 |
| 8  | Marvelous Nakamba    | Aston Villa FC            | 12,00             | 2019 |
| 10 | Carlos Bacca         | Sevilla FC                | 10,00             | 2013 |

- Bron: transfermarkt.nl - laatst bijgewerkt: 29/08/2022

## Damesploeg
In het seizoen 2010/11 startte Club Brugge met een damesploeg met het oog op hervormingen in het damesvoetbal. De A-ploeg en het beloftenteam van KSV Jabbeke, uit de Eerste klasse van het damesvoetbal, voetbalde sinds dat seizoen onder de vlag en kleuren van Club Brugge binnen het nieuw opgerichte Club Brugge Dames en kreeg stamnummer 9556. In 2011 werd de damesclub helemaal geïntegreerd in de vereniging Club Brugge. Men speelde voortaan verder onder stamnummer 3 en het afzonderlijk stamnummer 9556 werd weer geschrapt. In 2012 trad Club Brugge Dames aan in de eerste editie van de Belgisch-Nederlandse Women's BeNe League.
In 2015, wanneer ook de Women's BeNe League werd opgeheven, zette Club Brugge zijn A-ploeg van de dames stop om volop in te zetten op de opleiding van jonge speelsters en de uitbouw van het B-team, met als bedoeling om op termijn met een nieuwe A-ploeg naar de hoogste klasse te promoveren. Deze doelstelling werd uiteindelijk in 2018 bereikt, toen Club Brugge kampioen werd in de tweede klasse van het Belgische vrouwenvoetbal. In het seizoen 2019/20 treedt de damesploeg, onder leiding van coach Leo Van der Elst, aan in de Super League.
In april 2020 kreeg de damesploeg van Club Brugge een nieuwe naam: Club YLA, vernoemd naar Yvonne Lahousse, een fanatiek en binnen supporterskringen bekend aanhangster van Club Brugge. Zij stond in de jaren 1960 mee aan de wieg van de Brugse spionkop - de eerste in België - en werd er de sterke vrouw van onder haar bijnaam "Vonne van de Spionkop".